# Daniel Ek
Daniel Ek (Estocolmo, Suecia; 21 de febrero de 1983) es un empresario y tecnólogo multimillonario sueco. Es conocido por ser el cofundador y CEO del servicio de transmisión de música Spotify.

## Vida
Ek se graduó de la escuela secundaria en 2002 y posteriormente se matriculó ingeniería en el KTH Royal Institute of Technology antes de abandonar para centrarse en su carrera de TI.
En 2016, Ek se casó con Sofía Levander, su pareja de toda la vida, en el Lago de Como. En la boda de Ek, Bruno Mars fue invitado a actuar y Chris Rock ofició; acudieron numerosos invitados, incluido Mark Zuckerberg.

## Trayectoria
La primera incursión de Ek en el mundo de los negocios comenzó a los 14 años cuando comenzó un negocio creando sitios web para clientes desde su hogar.
En 1999, a la edad de 16 años, buscó trabajo en lo que entonces era casi completamente nuevo Google. Cuando recibió la respuesta "que tenía que tener un título de grado superior" decidió frustrado competir con ellos y crear su propio motor de búsqueda. Cuando no pudo comprender esta abrumadora tarea, publicó su trabajo básico en Internet e invitó a otros a contribuir, a través de código abierto, a finalizar un resultado final (que más tarde se convirtió en parte del sistema de Finanzas de Yahoo).
Más tarde, Ek desempeñó un cargo principal en la empresa nórdica de subastas Tradera, que fue adquirida por eBay en 2006. Ek también se desempeñó como CTO de Stardoll, una comunidad de juegos y moda basada en navegador. Posteriormente comenzó otra compañía Advertigo, una compañía de publicidad en línea. Advertigo se vendió a TradeDoubler en 2006.
Ek tuvo la idea de Spotify en 2002 cuando se cerró el servicio de música Napster y se popularizó otra plataforma para descarga de contenido multimedia ilegal llamada Kazaa. Ek manifestó que "se dio cuenta de que nunca se puede legislar lejos de la piratería. Las leyes definitivamente pueden ayudar, pero no resuelven el problema. La única forma de resolver el problema era crear un servicio que fuera mejor que la piratería y al mismo tiempo compensara a la industria de la música, eso nos dio Spotify ".
En 2017, Billboard nombró a Daniel Ek como la persona más poderosa en la industria de la música.